# Manuel de Zumaya
Manuel de Zumaya, o Manuel de Sumaya (Messico, 1678 – Oaxaca de Juárez, 21 dicembre 1755), è stato un compositore messicano.

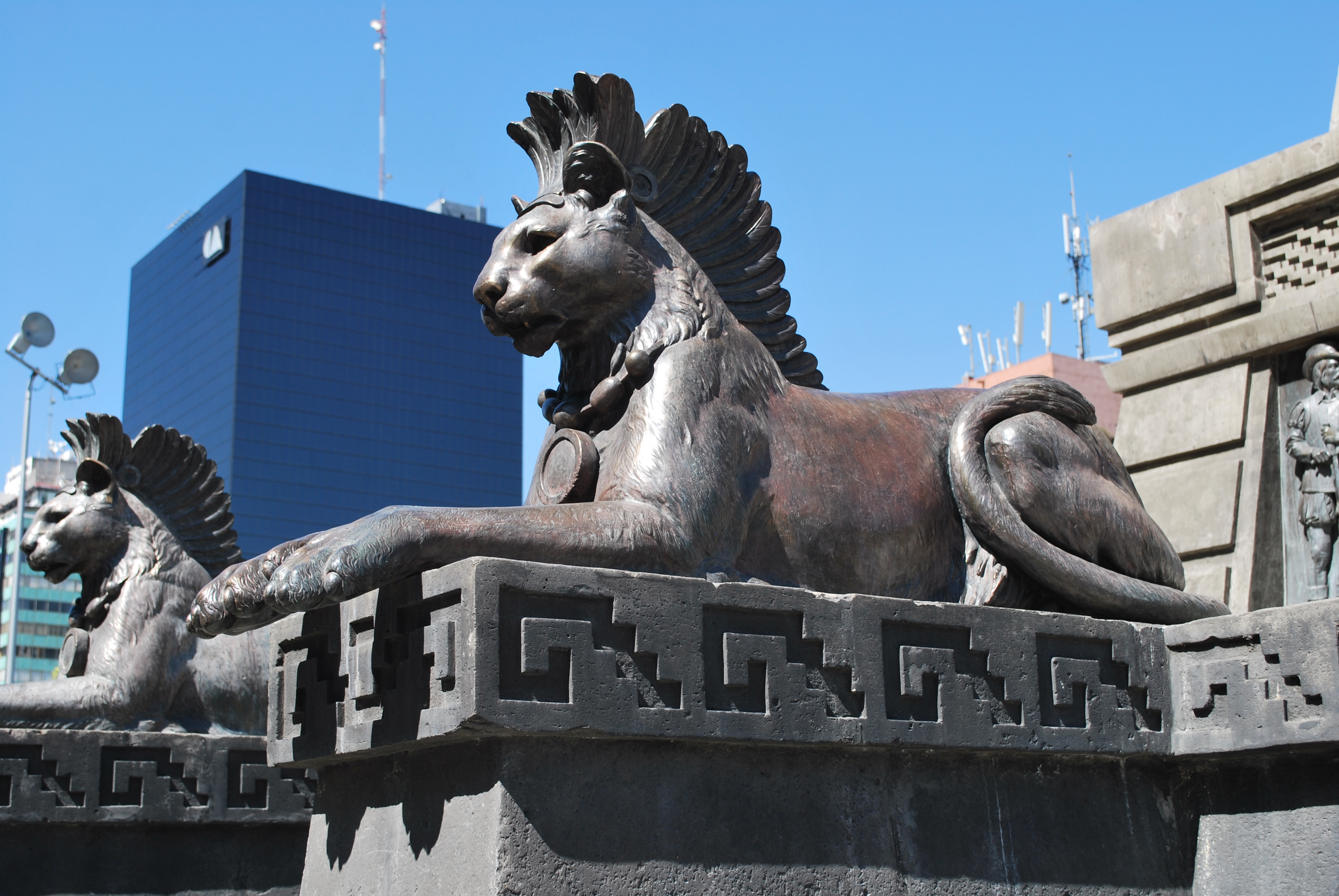
Mexico City - Lion Monument Paseo

Fu forse il più famoso compositore Messicano del periodo coloniale della Nuova Spagna. La sua musica rappresentò il culmine dello stile Barocco nel Nuovo Mondo. Fu la prima persona nell'emisfero occidentale a comporre un'opera su un testo italiano, intitolata Partenope (ora perduta).

## Biografia
Nel 1715 fu nominato maestro di cappella della cattedrale di Mexico City, e fu uno dei primi americani ad avere tale incarico. Servì là fino al 1738 quando si trasferì ad Oaxaca, dove seguì il suo amico più stretto, il vescovo Tomas Montaño contro le vigorose e continue proteste del Consiglio di Cappella della Cattedrale di Mexico City perché rimanesse.

## Stile compositivo
Le sue opere rappresentano in modo multiforme il suo talento ed il suo stile. Era un maestro del vecchio stile rinascimentale e del nuovo stile barocco.
Nel 1711, il nuovo viceré, Don Fernando de Alencastre Noroña y Silva, Duca di Linares, un devoto ammiratore dell'opera italiana, commissionò a Zumaya la traduzione di libretti italiani e la composizione di nuova musica sugli stessi. Il libretto della prima, La Parténope è sopravvissuto ed è attualmente nella Biblioteca Nacional de Mexico a Mexico City, sebbene la musica sia andata perduta.
Le Hieremiae Prophetae Lamentationes sono un brano in un antiquato stile gregoriano di annotazione musicale.
Zumaya è l'autore nel 1715 dell'affascinante ed allegro Sol-fa de Pedro (Solfeggio di Pietro) durante gli esami per scegliere il Maestro di Cappella della Cattedrale di Mexico City.
Un altro pezzo famoso di Zumaya, Celebren Publiquen, mostra la sua capacità di gestire il suono policorale della alta epoca barocca. Con la sua distribuzione delle risorse corali in due cori di dimensioni diverse, copiò lo stile che era stato favorito dalle scuole corali spagnole e messicane nei primi anni del XVIII secolo. La struttura ricca e la distribuzione degli strumenti riflettono lo stile "moderno" di Zumaya e sono dalla parte opposta dello spettro dalle sue anacronistiche impostazioni rinascimentali.
L'inno ''Angelicas Milicias'' di Zumaya presenta la sua capacità di coniugare superbamente l'orchestra barocca ed il coro per creare un pezzo sublime e maestoso degno della stessa Vergine Maria (alla quale è dedicato). L'Interludio Albricias Mortales, è fatto più o meno nello stesso stile delle Angelicas Milicias.